# Kiili
Kiili est un bourg estonien qui est le chef-lieu administratif de la commune de Kiili, dans la région d'Harju, au nord du pays.  Il fait partie de la banlieue verte de Tallinn.

## Démographie
Sa population était de 1 337 habitants, au 1er janvier 2009.
Au 31 décembre 2011,  le bourg compte 1461 habitants.

## Histoire
C'est après la Grande Guerre du Nord qu'a été fondé le Village des Russes qui prend comme nom officiel Russendorf, nom traduit en 1920 par Veneküla en estonien. Le village change de nom en 1971. Kiili a obtenu le statut de bourg, le 18 août 2008.